# 杨白冰
杨白冰（1920年9月9日—2013年1月15日），原名杨尚正，四川省潼南县双江镇（今属重庆市）人，中国共产党、中华人民共和国政治人物，原副国级领导人。原中国人民解放军上将，最后一任中国共产党中央军事委员会秘书长。前国家主席、中共中央军委副主席杨尚昆之弟。
杨白冰早年曾就读于陕北公学，加入八路军，毕业于中国人民抗日军政大学和中国人民解放军政治学院，是中共第十三届中央委员、中央书记处书记（十三届五中全会增补），第十四届中央委员、中央政治局委员，1985年中共全国代表会议代表，中共十六大、十七大、十八大特邀代表。1988年9月被授予上将军衔。曾获三级独立自由勋章、二级解放勋章。杨白冰曾主持中共中央军委工作，担任过中央军委秘书长兼总政治部主任，北京军区政委等职。

## 生平
早年，杨白冰受四哥杨闇公、五哥杨尚昆及家庭革命氛围影响，他在成都南勋初级中学求学期间，即开始阅读进步书刊，积极参加进步学生运动。
1938年参加八路军；1939年起历任八路军第129师政治部组织部青年干事，政治部民运部社会调查干事、民运工作队队长，政治部组织部干部干事。1943年秋入中共中央党校学习，1944年任第129师延安留守处政治协理员。
第二次国共内战期间，担任晋冀鲁豫军区政治部组织科科长，中共经扶县（后改为新县）县委组织部部长、经东县工委书记兼县游击大队政治委员。1948年9月起，任中原军区暨中原野战军政治部组织部组织科科长，第二野战军后勤部政治部组织部副部长。
中华人民共和国成立后，担任西南军区后勤部政治部组织部部长，第二政治干部学校政治部组织部部长兼干部部部长、政治部副主任，西南军区政治部青年部副部长，成都军区政治部组织部部长。1958年入中国人民解放军政治学院学习。1960年10月任成都军区政治部副主任，分管宣传文化。1964年12月成都军区揭批副参谋长张广恩、政治部副主任杨白冰、司令部管理局局长刘远道结成的“张杨刘反党集团”活动，张、杨停职反省。
文化大革命期间，1966年11月被成都军区逮捕，关押在军区政治部看守所长达九年。1975年初解除监禁，临时安排住在成都军区第二招待所。1979年4月平反昭雪落实政策，出任北京军区政治部副主任。1982年10月任北京军区副政治委员兼政治部主任。1985年6月任北京军区政治委员、1987年11月任中囯人民解放军总政治部主任、1988年4月任中央军事委员会委员。1989年11月，接替兄长杨尚昆任中共中央军委秘书长。1992年10月，经过杨家将事件后，杨白冰不再担任军队职务，在中共十四届一中全会上当选中共中央政治局委员。
1997年9月19日，77岁的杨白冰在中共十五届一中全会后卸任中共中央政治局委员一职退休。
2013年1月15日16时55分在北京逝世，享年93岁，遺體於21日在北京八宝山革命公墓火化，胡锦涛、习近平、吴邦国、温家宝、贾庆林、李克强、刘云山等到場送別，江泽民送花圈順序首次排在時任政治局常委之後。官方对杨白冰的评价是“中国共产党的优秀党员，久经考验的忠诚的共产主义战士，无产阶级革命家，我军杰出的政治工作领导者”。

## 事件
- 杨家将事件
- 2002年9月，成都军区战旗文工团为庆祝团庆50周年出版的纪念画册《战旗飞舞》中出现杨白冰某年接见战旗文工团大型歌舞《西藏之光》主创及演员的旧照。该照片引发了严重的后果，先被上级责令撕去该页图片，后又组织强大行政力量，强令从全国有此画册的每个人手中收回，随同库存未发的一起装车运走，不知下落。战旗文工团的当事团长被勒令“引咎辞职”。不过，在追回画册的工作还未完成时（尚且有几百本画册未追回，其中几十本仍下落不明），负责“回收画册”的成都军区工作组又全部撤走，此事在突然间“不了了之”的氛围中平息。[2]

## 勋章
- 中华人民共和国三级独立自由勋章
- 中华人民共和国二级解放勋章

## 家庭
- 父亲杨宣永（杨淮清）
  - 大哥杨尚荃（杨剑秋），同盟会会员，曾参加护国运动、护法运动，后兴办实业，1937年去世。
  - 二哥杨尚麟（杨衡石），同盟会会员，后加入中国共产党。
  - 三哥杨尚述（杨闇公），共产党员，参加国民大革命和北伐，1927年在三·三一惨案中被四川军阀逮捕，被割舌，捥目，断手。
  - 四哥杨尚昆，中国工农红军第三军团政委，中共八大元老之一，曾任国家主席、中共中央军委副主席。
  - 大姐杨尚朋，早年参加中国共产党，文革中被迫害致死。
  - 二姐杨尚友，体育界人士。
  - 五哥杨尚仑（杨电如），共产党员，石室中学校友。
  - 六哥杨尚直。
  - 七哥杨尚明，毕业于南京中央军校第十四期。
  - 三姐杨尚智，不详。
  - 四妹杨白琳（杨尚璞），共产党员，曾任教育部机关党委办公室副主任，2021年去世。